# 軽井沢町立軽井沢中学校
軽井沢町立軽井沢中学校（かるいざわちょうりつ かるいざわちゅうがっこう）は、長野県北佐久郡軽井沢町にある公立中学校。

## 所在地
- 長野県北佐久郡軽井沢町長倉2447番地1

## 沿革
- 1947年（昭和22年） - 学制改革により新制中学校として発足[1]
- 1948年（昭和23年） - 文部省より全国で2番目のモデルスクールの指定を受ける[1]
- 1954年（昭和29年） - 校歌制定（作詞武田次雄、作曲井上武士）[1]
- 2002年（平成14年） - 文部科学省学力向上フロンティアスクールの指定を受ける（2004年まで）[1]
- 2016年（平成28年） - 現校舎竣工[1]

## 生徒数・職員数
- 2019年4月1日現在　生徒＝407人、職員＝40人[1]

## 教育目標
軽井沢「こぶし教育」
「こ」・・・こころ豊かに
「ぶ」・・・ぶんかを育て
「し」・・・しぜんを愛する
知力と体力にあふれ、心身ともたくましい、心豊かな生徒の育成」〜すてきな軽井沢人になろう〜
われら　鍛える　たくましく
われら　生きる　心豊かに
われら　究める　自ら求めて

## 学区
軽井沢町全域